# Берёзовка (муниципальное образование город Алексин)
Берёзовка — деревня в Тульской области России. С точки зрения административно-территориального устройства входит в Спас-Конинский сельский округ, Алексинский район. В плане местного самоуправления входит в состав муниципального образования город Алексин.

## География
Деревня находится в северо-западной части Тульской области, в пределах северо-восточного склона Среднерусской возвышенности, в подзоне широколиственных лесов, на левом берегу реки Крушмы (Правая Крушма), на расстоянии примерно 20 километров (по автодороге) к юго-востоку от города Алексина, административного центра округа.

### Климат
Климат характеризуется как умеренно континентальный, с ярко выраженными сезонами года. Средняя температура воздуха летнего периода — 16 — 20 °C (абсолютный максимум — 38 °С); зимнего периода — −5 — −12 °C (абсолютный минимум — −46 °С). Снежный покров держится в среднем 130—145 дней в году. Среднегодовое количество осадков — 650—730 мм.

## Название
Название деревни возникло, вероятно, от произраставших в окружавшей её местности берёзовых лесов.

## История
Исторически — сельцо, в конце XVIII века — вотчина помещицы Елизаветы Андреевны Прончищевой.
По состоянию на 1913 год сельцо относилось к Спас-Конинской волости Алексинского уезда, было приписано к церковному приходу села Спас-Конино.
В 1859 году в селе насчитывалось 26 крестьянских дворов; в 1915 — 33 двора, имелась земская школа.

## Население
| Годы      | 1857  | 1859 | 1915 |
| --------- | ----- | ---- | ---- |
| Население | 165 * | 204  | 284  |

| 2010 |
| ---- |
| 2    |

Национальный состав
Согласно результатам переписи 2002 года, в национальной структуре населения русские составляли 100 % из 4 чел.
* крестьяне крепостные помещичьи